# Гарсес, Борха
Бо́рха Гарсе́с Море́но (исп. Borja Garcés Moreno; род. 6 августа 1999, Мелилья) — испанский футболист, нападающий клуба «Атлетико Мадрид».

## Биография
Борха Гарсес родился в Мелилье и присоединился к юниорской команде «Атлетико Мадрид» в 2016 году из клуба «Русадир». 22 мая 2018 года он дебютировал за первую команду, забив победный матч в неофициальном матче против Нигерии.
4 июля 2018 года он продлил контракт с «Атлетико» до 2021 года и был приглашён в «Атлетико Мадрид Б». В то же время главный тренер «Атлетико» Диего Симеоне начал привлекать молодого футболиста к тренировкам с основной командой. Также футболист проходил вместе с командой предсезонную подготовку.
9 сентября 2018 года дебютировал в составе «Атлетико Мадрид Б», выйдя на замену на 63-й минуте матча с командой «Унионистас» Саламанка.
14 сентября 2018 года был включён Диего Симеоне в заявку на домашний матч чемпионата Испании против «Эйбара» вместо травмированного Николы Калинича. В этом матче Гарсес заменил во втором тайме Родриго Эрнандеса и на 93-й минуте матча забил гол, спасший команду от поражения.
15 января 2021 года до конца сезона был отдан в аренду в «Фуэнлабраду» из Сегунды.
12 августа 2021 год на сезон был отдан в аренду в «Леганес». В октябре, после того как он решил присутствовать на свадьбе своего брата, несмотря на то, что у него не было прямого разрешения от клуба, менеджер Асьер Гаритано сказал, что игрок не будет появляться в каких-либо дальнейших играх пока он руководит командой.